# Robe portefeuille

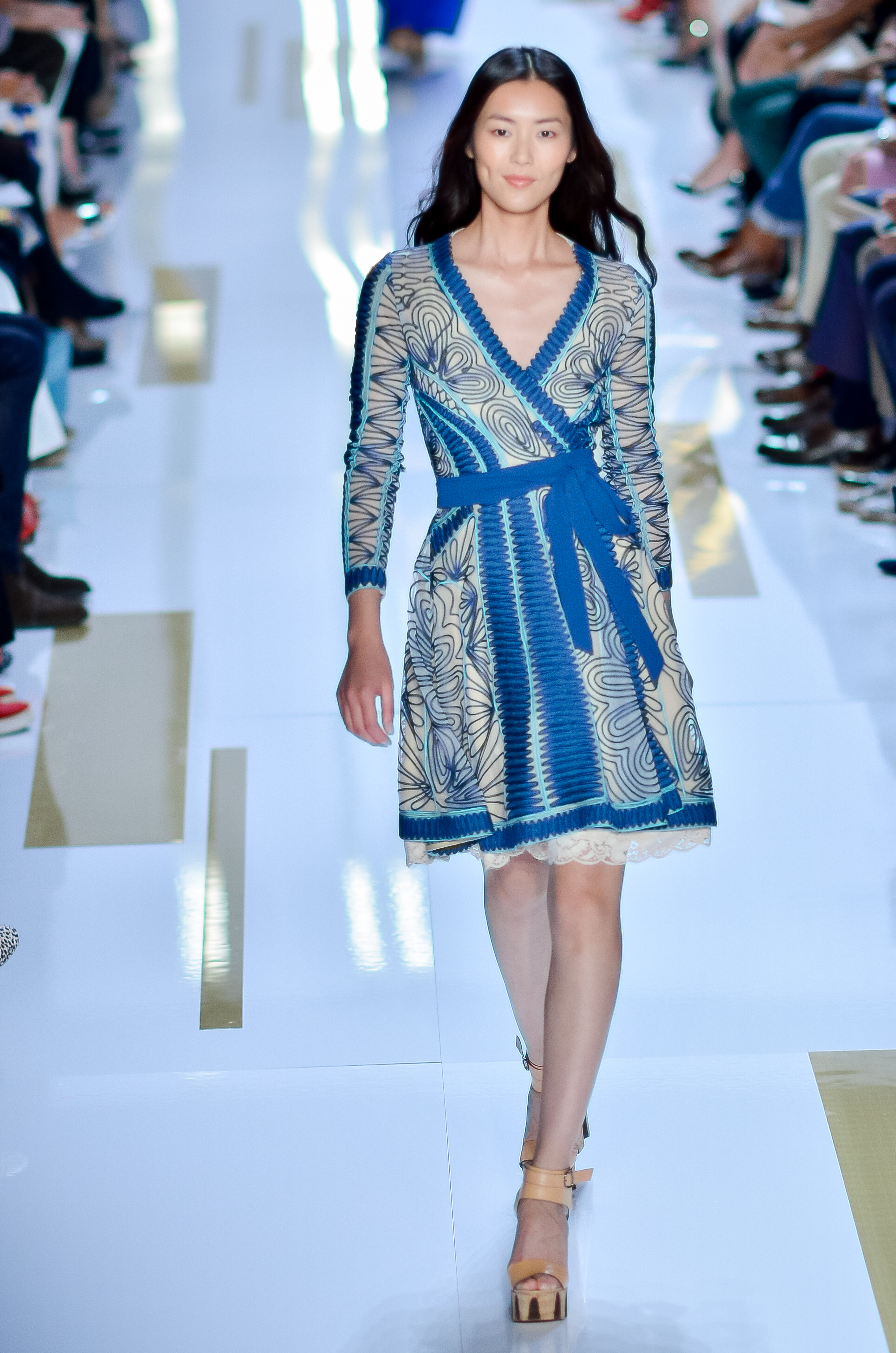
Robe portefeuille de Diane von Fürstenberg (Printemps-Été 2014) portée par Liu Wen

Une robe portefeuille est une robe qui s'enfile comme une chemise et se noue à la taille grâce à une ceinture en tissu. Elle est reconnaissable à son encolure en V. Elle a été imaginée par Elsa Schiaparelli dans les années 1930 et popularisée par Diane von Fürstenberg en 1974.

## Histoire
La première robe portefeuille est créée par Elsa Schiaparelli dans les années 1930. Mais c'est en 1974 avec la création de Diane von Fürstenberg que la robe portefeuille devient un véritable phénomène de mode avec plus d’un million d’exemplaires écoulés en moins de deux ans. Son succès est lié au contexte américain des années 1970 où de plus en plus de femmes ont un emploi ce qui nécessite des vêtements confortables, pratiques et féminins, à l'instar d'un cache-cœur. Cette robe, facile à enfiler et infroissable, soulignant la taille et les courbes, s'inscrit alors parfaitement dans cette tendance.
En 1997, Diane von Fürstenberg réédite avec succès la robe portefeuille sous la marque DvF.